# Aflenz Kurort
Aflenz Kurort är huvudorten i kommunen Aflenz i distriktet Bruck-Mürzzuschlag i förbundslandet Steiermark i Österrike. 
Aflenz Kurort var tidigare en självständig kommun, men blev 1 januari 2015 en del av den nybildade kommunen Aflenz.